# Iota de Perseu
Iota de Perseu (ι Persei) és un estel a la constel·lació de Perseu que s'hi troba a 34,4 anys llum del sistema solar. La seva magnitud aparent és +4,05.
Iota de Perseu és una nana groga de tipus espectral F9.5V amb una temperatura efectiva de 5.977 K, lleugerament superior a la del nostre Sol. Amb una massa un 16% major que la del Sol, el seu diàmetre és un 51% més gran que el diàmetre solar. Posseeix una lluminositat 2,2 vegades més alta que la lluminositat solar. La seva velocitat de rotació projectada és de 3,15 km/s i no mostra activitat cromosfèrica. Té una edat estimada de 3800 ± 900 milions d'anys, un poc inferior als 4600 milions d'anys del Sol. La seua metal·licitat —abundància relativa d'elements més pesats que l'heli— és superior a la solar en un 30-40%. Diferents elements avaluats mostren nivells una mica majors que en el Sol; únicament el zirconi presenta una abundància relativa pràcticament igual que en el nostre estel. Amb gran quantitat d'heli al seu nucli, hom pensa que està propera la seva evolució cap a un estel subgegant.
Iota de Perseu s'hi troba entre els objectius prioritaris de la missió Darwin i del Terrestrial Planet Finder (TPF) per a la cerca de planetes terrestres que puguen albergar vida. Encara que s'ha realitzat una cerca exhaustiva de planetes entorn de Iota de Perseu, fins al moment els resultats han estat negatius.